# Notizen aus der Provinz
Notizen aus der Provinz war eine Kabarettsendung von Volker Kühn mit Dieter Hildebrandt, die zwischen dem 26. August 1973 und dem 22. November 1979 im ZDF ausgestrahlt wurde.
Nachdem das Ensemble der Münchner Lach- und Schießgesellschaft 1972 auseinandergegangen war, hat ihr Gründungsmitglied Dieter Hildebrandt mit Notizen aus der Provinz noch im selben Jahr die erste regelmäßige Satire-Sendung im deutschen Fernsehen gestaltet. Sie lief in der Regel einmal im Monat jeweils donnerstags um 20:30 Uhr.

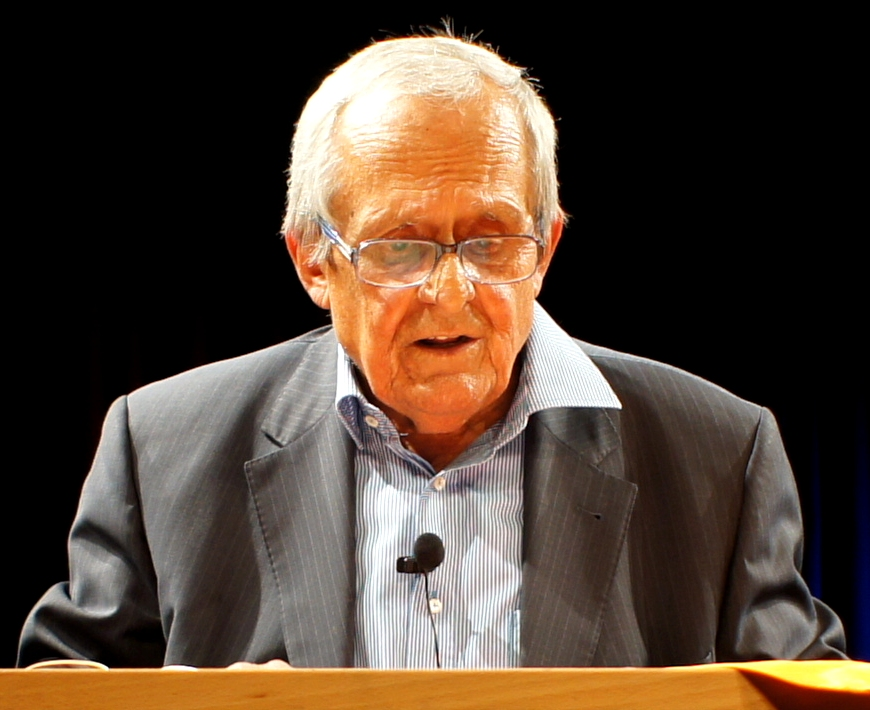
Dieter Hildebrandt

Hildebrandt präsentierte im Stil der Politmagazine dieser Zeit am Schreibtisch sitzend sein Programm. Dabei kam häufig dokumentarisches Material des ZDF zum Einsatz.
Scharfe Kritik musste sich die Sendung von konservativer Seite gefallen lassen, so fühlte sich Christian Schwarz-Schilling, damals medienpolitischer Sprecher der CDU, 1978 durch einen vorher ungesendeten Interview-Ausschnitt in „übler, journalistisch unqualifizierter Weise“ dargestellt. Es erging die Dienstanweisung, in der Sendung kein dokumentarisches Material mehr zu verwenden. Zwei Folgen wurden erst gar nicht ausgestrahlt: 1975 eine zum Thema Abtreibung, 1977 (im Jahr des Deutschen Herbsts) eine zum Thema Terrorismus.
1979 wurde der Charakter des Politmagazins abgelegt und der Namenszusatz „Magazin“ zu „Satirische Randbemerkungen“ geändert, weil man laut Hildebrandt beim ZDF der Meinung war, „Schreibtisch und Magazincharakter könnten das Publikum dazu verleiten, die Sendung ernst zu nehmen“.
Für das Jahr 1980 verordnete der damalige Programmdirektor Dieter Stolte der Sendung eine „Denkpause“;  sie wurde nach 66 Folgen nicht fortgeführt. Hildebrandt wechselte daraufhin zum SFB und produzierte dort den Scheibenwischer.  Stolte wurde unterstellt, mit der Entscheidung seine Wahl zum ZDF-Intendanten 1980 sicherstellen zu wollen.
Notizen aus der Provinz erhielt 1976 den Adolf-Grimme-Preis mit Bronze. Die nächste regelmäßige Kabarettsendung im ZDF kam mit Neues aus der Anstalt erst im Jahr 2007. Hildebrandt war Gast der ersten, zehnten, zwanzigsten und 44. Folge.